# 上海人民公园
31°14′02″N 121°28′05″E / 31.23385°N 121.46815°E

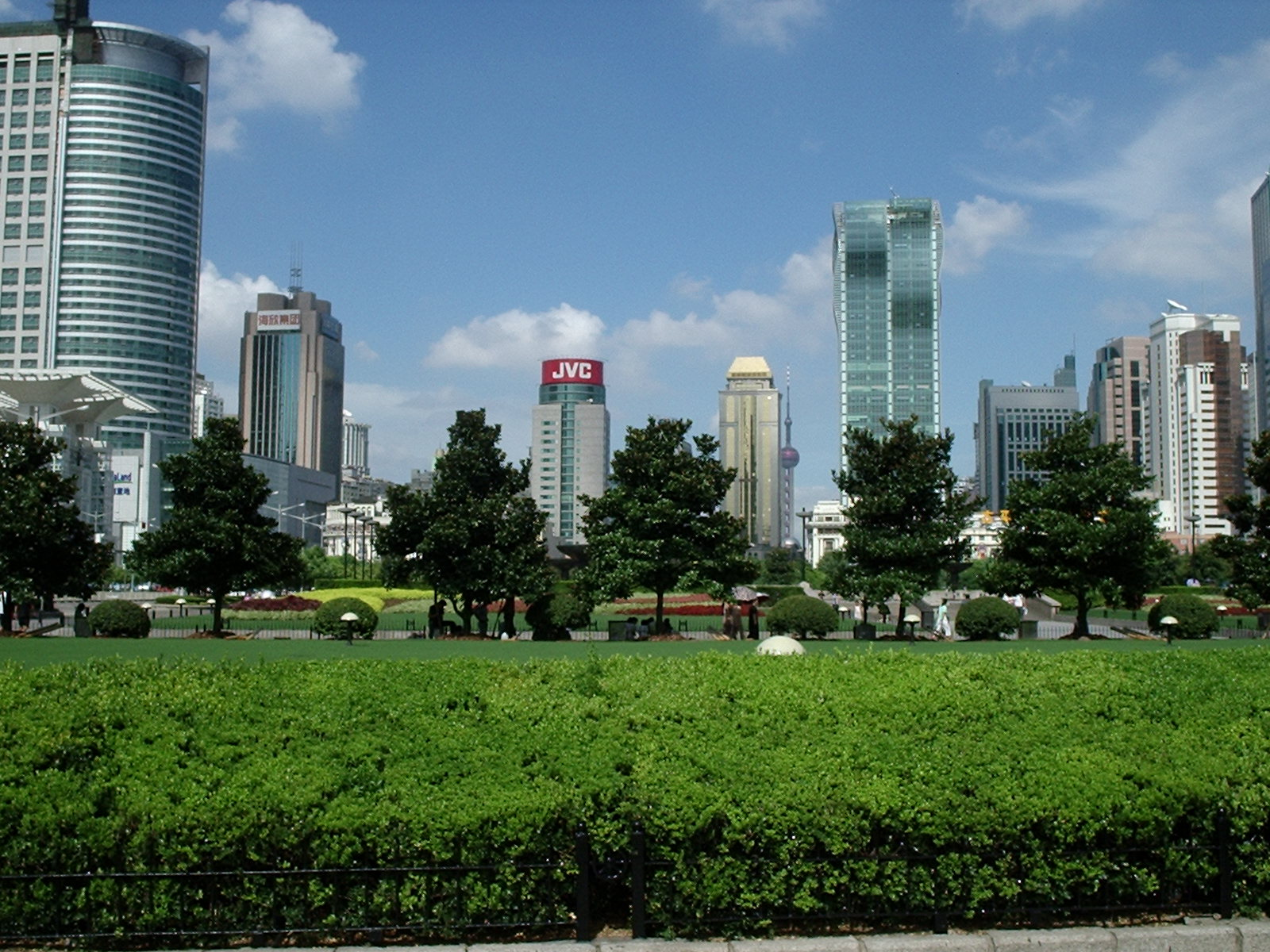
人民公园

上海人民公园位于上海的市中心地带。南京西路、九江路、西藏中路、上海美术馆与上海大剧院均环绕着人民公园。人民公园是上海著名的交友、放松身心的地标。

## 历史

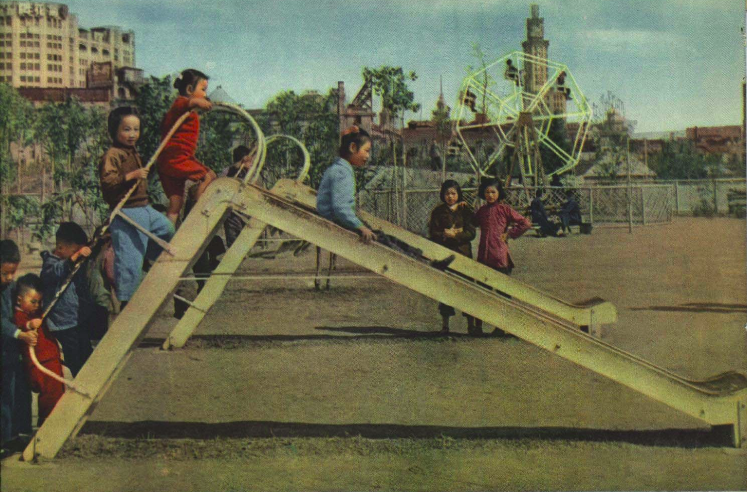
1953年上海人民公园

上海人民公园所在地原为跑马厅，1952年改建为人民公园，1985年在公园旁修建五卅纪念碑（现已处于公园管理界限外）。1999年，上海轨道交通2号线通车，设人民公园站，后更名为人民广场站。

## 文化
人民公园中有英语角与相亲角。

### 英语角
人民公园內有英语角，在上海初中的英语课本中也有有关人民公园英语角的课文。人民公园的英语角参与人群非常广泛，有老年英语爱好者、青年英语教师、学习者以及儿童英语初学者。

### 相亲角
人民公园的相亲角是在21世纪逐渐建立起来的，随着上海人生活节奏加快，越来越多的白领开始减少与人交往的时间，渐渐成为了大龄未婚青年，许多优秀大龄未婚青年的父母逐渐开始替孩子寻找合适的对象。首先是人民公园内锻炼身体的老年人开始互相交流，随后发展为全市老年人集中在人民公园进行交流。该现象十分特别，引起了许多新闻媒体的关注，许多媒体也曾经报道。

## 大三角绿地
大三角绿地属于人民公园的附属景观绿地，设于轨道交通人民广场站上盖，与人民公园不连成一个整体。在这里可以欣赏南京路以及西藏中路的人流、车流、高楼，而由于距离消费场所很近，这里也成为了许多情侣约会的地点。